# Joe Lovano
Joe Lovano (teljes nevén Joseph Salvatore Lovano) (Cleveland, Ohio, 1952. december 29. –) amerikai dzsessz-zenész: tenorszaxofonos, altklarinétos, fuvolás és dobos. Felesége  Judi Silvano énekesnő, akivel több közös lemeze készült. Hosszabb idő óta a Paul Motian dobos által vezetett trió tagjaként lép fel. 2017 márciusában Budapesten a Budapest Jazz Clubban szerepelt.

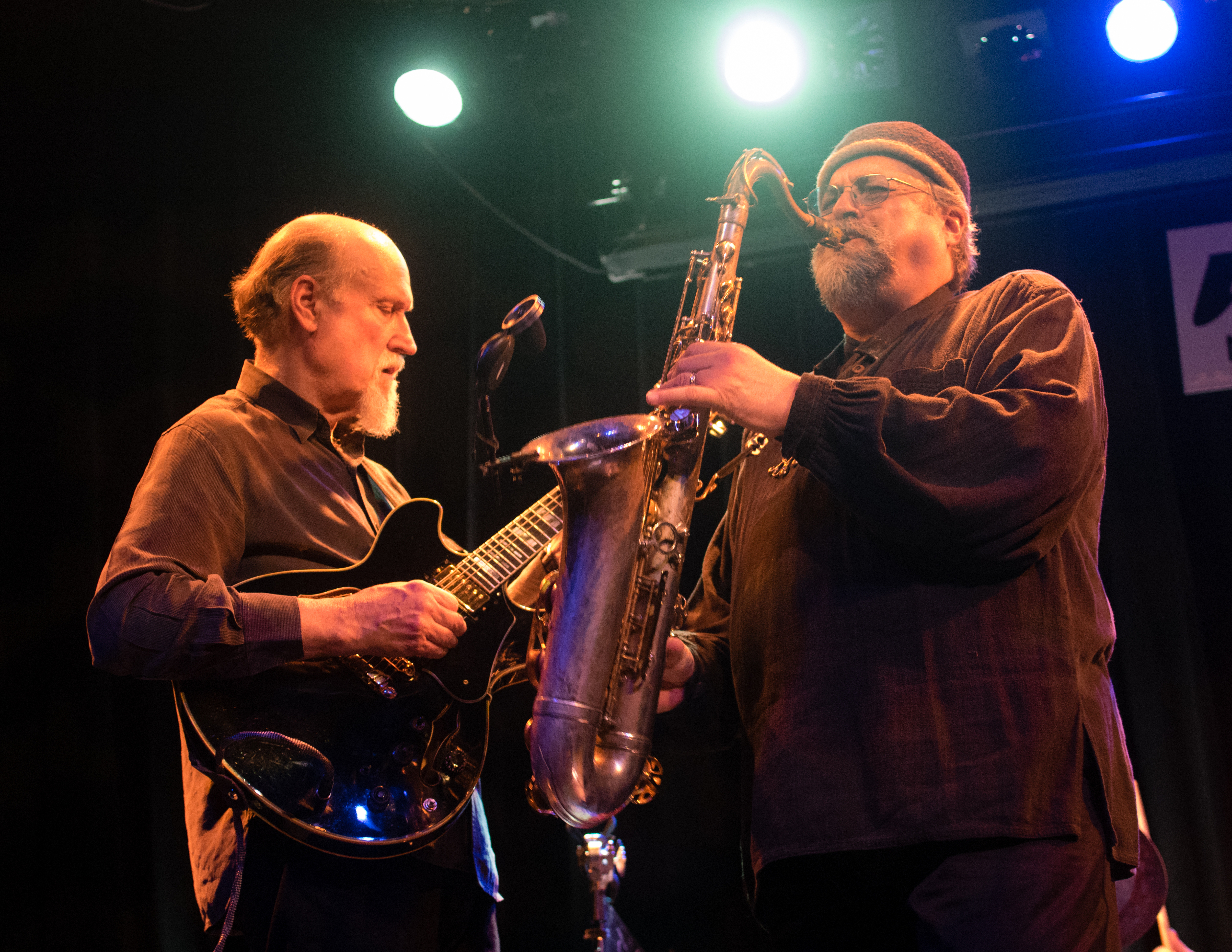
Joe Lovano John Scofielddel Oslóban (2015)

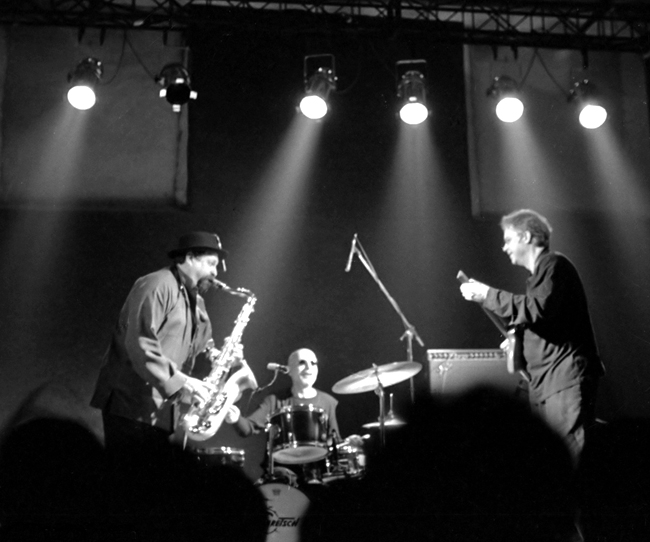
Joe Lovano, Paul Motian és Bill Frisell

## Életútja

### Pályájának kezdete
Lovano szicíliai szülők gyermekeként született az Ohio állambeli Clevelandben. Apja  Alcara Li Fusiból, anyja Cesaròból származik. Az apa,  Tony "Big T" Lovano, tenorszaxofonos volt, akitől Joe nagyon sokat tanult nemcsak a hangszeres zenéről, de a zenekarvezetésről és az érvényesülésről is. Joe hatéves korában kezdett altszaxofonon, és öt év múlva váltott a tenorszaxofonra. Kezdetben  John Coltrane, Dizzy Gillespie, és Sonny Stitt játéka hatott rá. 1971-ben érettségizett az Euclid High Schoolban. Eztuná a Berklee College of Musicba ment, ahol mesterei Herb Pomeroy és Gary Burton voltak.

### Pályafutása
A Berklee elvégzése után Lovano  partnerei Jack McDuff és  Dr. Lonnie Smith voltak. Miután három éven át  Woody Herman zenekarában játszott, Lovano New Yorkba ment, ahol a Mel Lewis's Big Banddel játszott. .
Az 1980-as évek elejétől Lovano John Scofield kvartettjével, majd Paul Motian basszust nem alkalmazó triójával, valamint Bill Frisell társaságban lépett fel. 

### Hangszerei
Lovano 1991 óta játszik Borgani szaxofonokon; 1999 óta kizárólag Borgani hanfgszereken játszik. Van egy saját szériája is,  Borgani-Lovano néven.

## Diszkográfia

### Zenekarvezetőként
- Tones, Shapes & Colors (Soul Note, 1985)
- Hometown Sessions (JSL, 1986)
- Solid Steps (Jazz Club, 1986)
- Village Rhythm (Soul Note, 1988)
- Worlds (Evidence, 1989)
- Landmarks (Blue Note, 1990)
- Sounds of Joy (Enja, 1991)
- From the Soul (Blue Note, 1991)
- Universal Language (Blue Note, 1992)
- Tenor Legacy (Blue Note, 1993)
- Quartets: Live at the Village Vanguard (Blue Note, 1994)
- Rush Hour (Blue Note, 1994)
- Ten Tales (Sunnyside, 1994)
- Celebrating Sinatra (Blue Note, 1996)
- Tenor Time (Somethin Else, 1996)
- Trio Fascination: Edition One (Blue Note, 1998)
- 52nd Street Themes (Blue Note, 2000)
- Flights of Fancy: Trio Fascination Edition Two (Blue Note, 2001)
- Viva Caruso (Blue Note, 2002)
- On This Day ... at the Vanguard (Blue Note, 2003)
- Im All For You (Blue Note, 2004)
- Joyous Encounters (Blue Note, 2005)
- Streams of Expression (Blue Note, 2006)
- Symphonica (Blue Note, 2008)
- Folk Art (Blue Note, 2009)
- Bird Songs (Blue Note, 2011) with Us Five
- Cross Culture (Blue Note, 2013) with Us Five
- Classic! Live at Newport (Blue Note, 2016) feat. Hank Jones, George Mraz & Lewis Nash

### Co-leader-ként
With Dave Douglas
- Sound Prints (Blue Note, 2013 [2015])

With James Emery, Judi Silvano, and Drew Gress
- Fourth World (Between the Lines, 2001)

With Jim Hall, George Mraz, and Lewis Nash
- Grand Slam: Live at the Regatta Bar (Telarc,2000)

With Hank Jones
- Kids: Live at Dizzys Club Coca-Cola (Blue Note, 2007)

With Greg Osby
- Friendly Fire (Blue Note, 1999)

With Gonzalo Rubalcaba
- Flying Colors (Blue Note, 1997)

With Saxophone Summit (Michael Brecker, Dave Liebman)
- Gathering of Spirits (Telarc, 2004)

With ScoLoHoFo (John Scofield, Dave Holland, Al Foster)
- Oh! (Blue Note, 2003)

### Sidemanként
With Antonio Faraò
- Evan (Cristal, 2013)

With John Abercrombie
- Open Land (ECM, 1998)
- Within a Song (ECM, 2012)

With Michael Bocian
- For This Gift (Gunmar 1982)

With Furio di Castri
- Unknown Voyage (A Témpo, 1985)

With Peter Erskine
- Sweet Soul (Novus/BMG, 1991)

With Charlie Haden
- The Montreal Tapes: Liberation Music Orchestra (Verve, 1989 [1999])

With Tom Harrell
- Sail Away (Contemporary, 1989)

With Marc Johnson
- Shades of Jade (ECM, 2005)
- Swept Away (ECM, 2012)

With Steve Kuhn
- Mostly Coltrane (ECM, 2008)

With Masada Quintet
- Stolas: Book of Angels Volume 12 (Tzadik, 2009)

With Paul Motian
- Psalm with Ed Schuller and Billy Drewes (ECM, 1982)
- The Story of Maryam with Ed Schuller and Jim Pepper (Soul Note, 1984)
- Jack of Clubs with Ed Schuller and Jim Pepper (Soul Note, 1985)
- It Shouldve Happened a Long Time Ago (ECM, 1985)
- Misterioso with Ed Schuller and Jim Pepper (Soul Note, 1986)
- One Time Out (Soul Note, 1987)
- Monk in Motian (JMT, 1988) trio + guests
- On Broadway Volume 1 (JMT, 1989)
- Bill Evans (JMT, 1990)
- On Broadway Volume 2 (JMT, 1990)
- Motian in Tokyo (JMT, 1991)
- On Broadway Volume 3 (JMT, 1993)
- Trioism (JMT, 1993) trio + guest
- At the Village Vanguard (JMT, 1995) trio
- Sound of Love (JMT, 1995) trio (live)
- I Have the Room Above Her (ECM, 2004) trio
- Time and Time Again (ECM, 2006) trio

With John Scofield
- Time on My Hands (Blue Note, 1990)
- Meant to Be (Blue Note, 1991)
- What We Do (Blue Note, 1993)
- Past Present (Impulse!, 2015)

With Dan Silverman
- Silverslide (Around the Slide, 2007)

With Bill Stewart
- Snide Remarks (Blue Note, 1995)
- Think Before You Think (Evidence, 1998)

With Steve Swallow
- Real Book (Xtra Watt, 1993)

With McCoy Tyner
- Quartet (2007)

With Roseanna Vitro
- Reaching for the Moon (Chase Music Group, 1991)
- Tropical Postcards (A Records, 2004)

With Jamasita Jószuke
- Kurdish Dance (Verve, 1993)
- Dazzling Days (Verve, 1993)